# Trabutina elastica
Trabutina elastica är en insektsart som beskrevs av Élie Marchal 1904. Trabutina elastica ingår i släktet Trabutina och familjen ullsköldlöss. Inga underarter finns listade i Catalogue of Life.